# 三带缘螺
三带缘螺是新腹足目穀米螺科的一個海螺物种。舊屬穀米螺屬，其後隨同其他同屬的亞屬分拆，今被撥歸Cryptospira屬。

## 分佈
主要分布于马来西亚、印度尼西亚、中国大陆的东海和南海海域，常栖息在潮下带。
本物種的模式產地位於印尼望加锡海峡水深11噚的粗沙表面。